# Kroya (Kroya)
Kroya is een bestuurslaag in het regentschap Indramayu van de provincie West-Java, Indonesië. Kroya telt 7034 inwoners (volkstelling 2010).